# Ibrahim Idris
Ibrahim Idris, född 1944, var guvernör i delstaten Kogi i Nigeria sedan 29 maj 2003 fram till 2011.